# Trefin
Trefin är en ort i Storbritannien.   Den ligger i kommunen Pembrokeshire och riksdelen Wales, i den sydvästra delen av landet, 300 km väster om huvudstaden London. Trefin ligger 59 meter över havet och antalet invånare är 216.
Terrängen runt Trefin är platt. Havet är nära Trefin åt nordväst. Runt Trefin är det ganska tätbefolkat, med 70 invånare per kvadratkilometer. Närmaste större samhälle är Fishguard, 12,5 km öster om Trefin. Trakten runt Trefin består i huvudsak av gräsmarker.